# Till I'm Gone
Till I'm Gone è un brano musicale del rapper britannico Tinie Tempah, pubblicato come primo singolo estratto dal secondo album in uscita di Tempah. Il singolo è stato reso disponibile per il download digitale il 17 maggio 2011 (mentre nel Regno Unito il singolo è uscito il 7 agosto 2011), e figura il featuring del rapper statunitense Wiz Khalifa.

## Tracce
US Digital Download
1. Till I'm Gone (Clean) (feat. Wiz Khalifa) - 3:33
2. Till I'm Gone (Video) (feat. Wiz Khalifa) - 3:45

UK Digital Download
1. Till I'm Gone (Clean) (feat. Wiz Khalifa) - 3:33
2. Till I'm Gone (Explicit) (feat. Wiz Khalifa) - 3:45

US Promo CD
1. Till I'm Gone (Clean) (feat. Wiz Khalifa) - 3:33
2. Till I'm Gone (Instrumental) (feat. Wiz Khalifa) - 3:45

UK Promo CD
1. Till I'm Gone (Clean) (feat. Wiz Khalifa) - 3:33
2. Till I'm Gone (Explicit) (feat. Wiz Khalifa) - 3:45
3. Till I'm Gone (Instrumental) (feat. Wiz Khalifa) - 3:45

## Classifiche
| Classifica (2011)                | Posizione più alta |
| -------------------------------- | ------------------ |
| Irlanda                          | 32                 |
| Scozia                           | 29                 |
| Svizzera                         | 69                 |
| Regno Unito                      | 24                 |
| US Billboard Hot 100             | 90                 |
| US R&B/Hip-Hop Songs (Billboard) | 49                 |
| US Pop Songs (Billboard)         | 37                 |
| US Rap Songs (Billboard)         | 22                 |